# Kim Philby

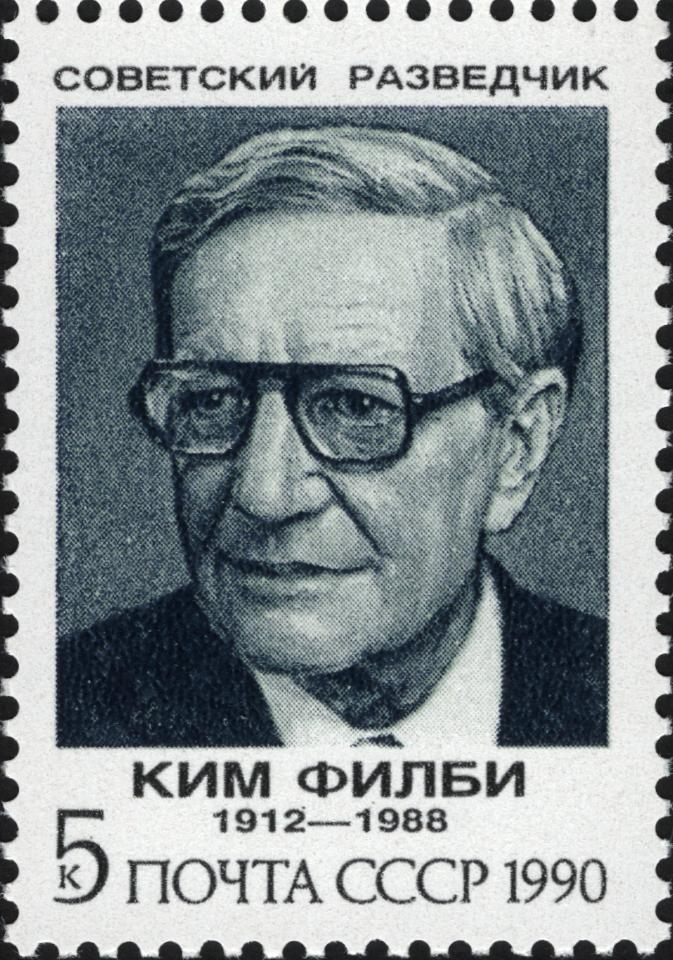
Kim Philby, timbru sovietic din 1990

Harold Adrian Russell "Kim" Philby (n. 1 ianuarie 1912, Ambala, India Britanică, Imperiul Britanic – d. 11 mai 1988, Moscova, RSFS Rusă, URSS) a fost un agent dublu britanic, înalt funcționar al Secret Intelligence Service (MI6), care a spionat pentru NKVD și KGB.
În 1963 s-a descoperit că Kim Philby era membru în cercul de spioni deconspirat ca „Grupul de la Cambridge” (Cambridge Five sau Magnificent Five): Donald Maclean, Guy Burgess, Anthony Blunt și John Cairncross.
Kim Philby a fost în perioada 1946-1965 ofițer al Ordinului Imperiului Britanic.